# Caecilia degenerata
Caecilia degenerata е вид безкрако земноводно от семейство Caeciliidae.

## Разпространение и местообитание
Видът е разпространен в Колумбия.
Обитава райони с тропически и субтропичен климат, гористи местности, планини, склонове, градини и плантации.